# 9277 Тоґаші
9277 Тоґаші (9277 Togashi) — астероїд головного поясу, відкритий 9 жовтня 1980 року.
Тіссеранів параметр щодо Юпітера — 3,532.